# Rogers (Arkansas)
Rogers é uma cidade localizada no estado americano de Arkansas, no Condado de Benton.

## Demografia
Segundo o censo americano de 2000, a sua população era de 38.829 habitantes.
Em 2006, foi estimada uma população de 52.181, um aumento de 13352 (34.4%).

## Geografia
De acordo com o United States Census Bureau, a localidade tem uma área de 86,9 km², dos quais 86,8 km² cobertos por terra e 0,1 km² cobertos por água. Rogers localiza-se a aproximadamente 399 m acima do nível do mar.

## Localidades na vizinhança
O diagrama seguinte representa as localidades num raio de 16 km ao redor de Rogers.